# Saint-Nazaire-en-Royans
Saint-Nazaire-en-Royans is een gemeente in het Franse departement Drôme (regio Auvergne-Rhône-Alpes) en telt 498 inwoners (1999). De plaats maakt deel uit van het arrondissement Valence.

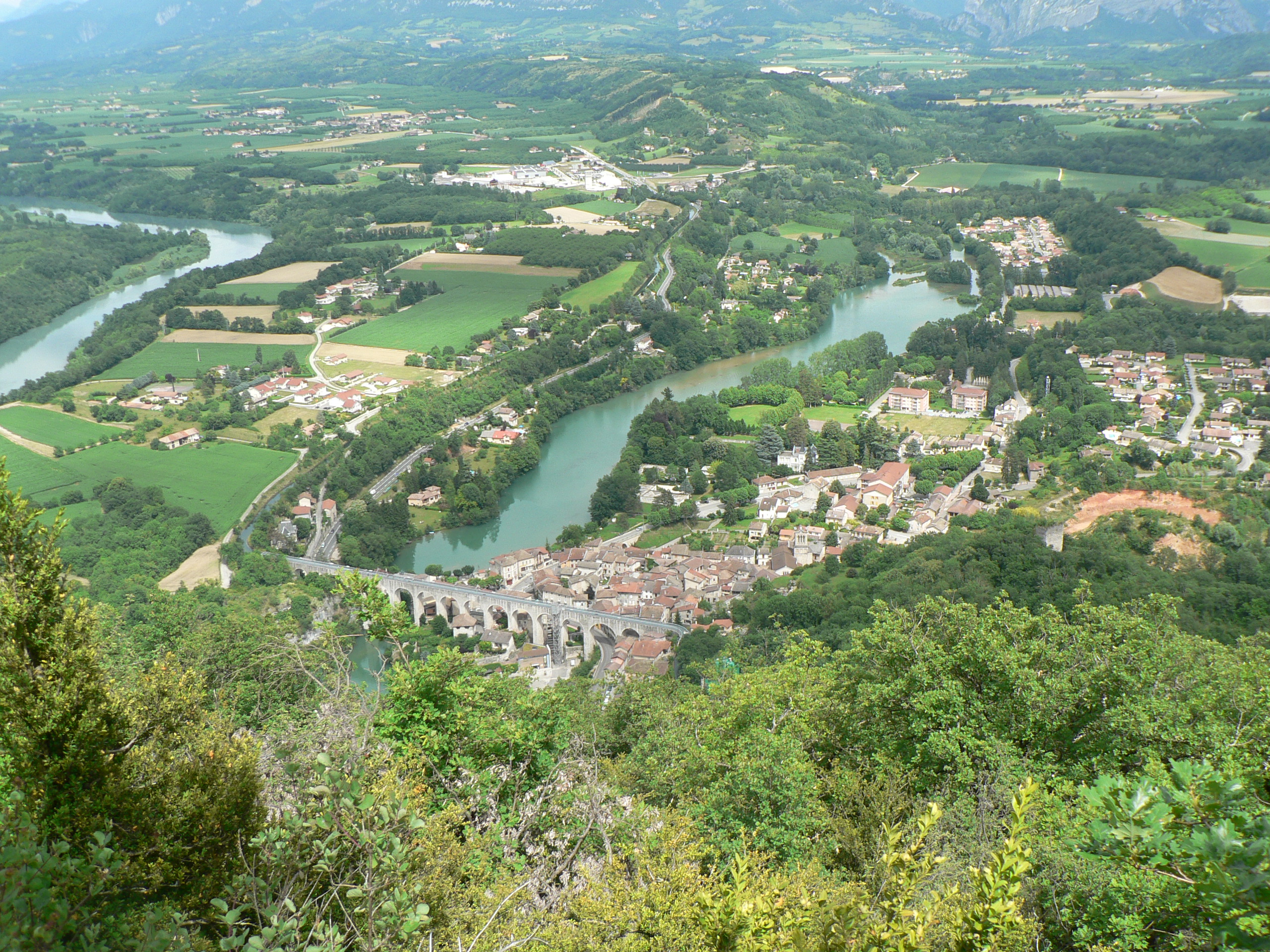
Saint-Nazaire-en-Royans
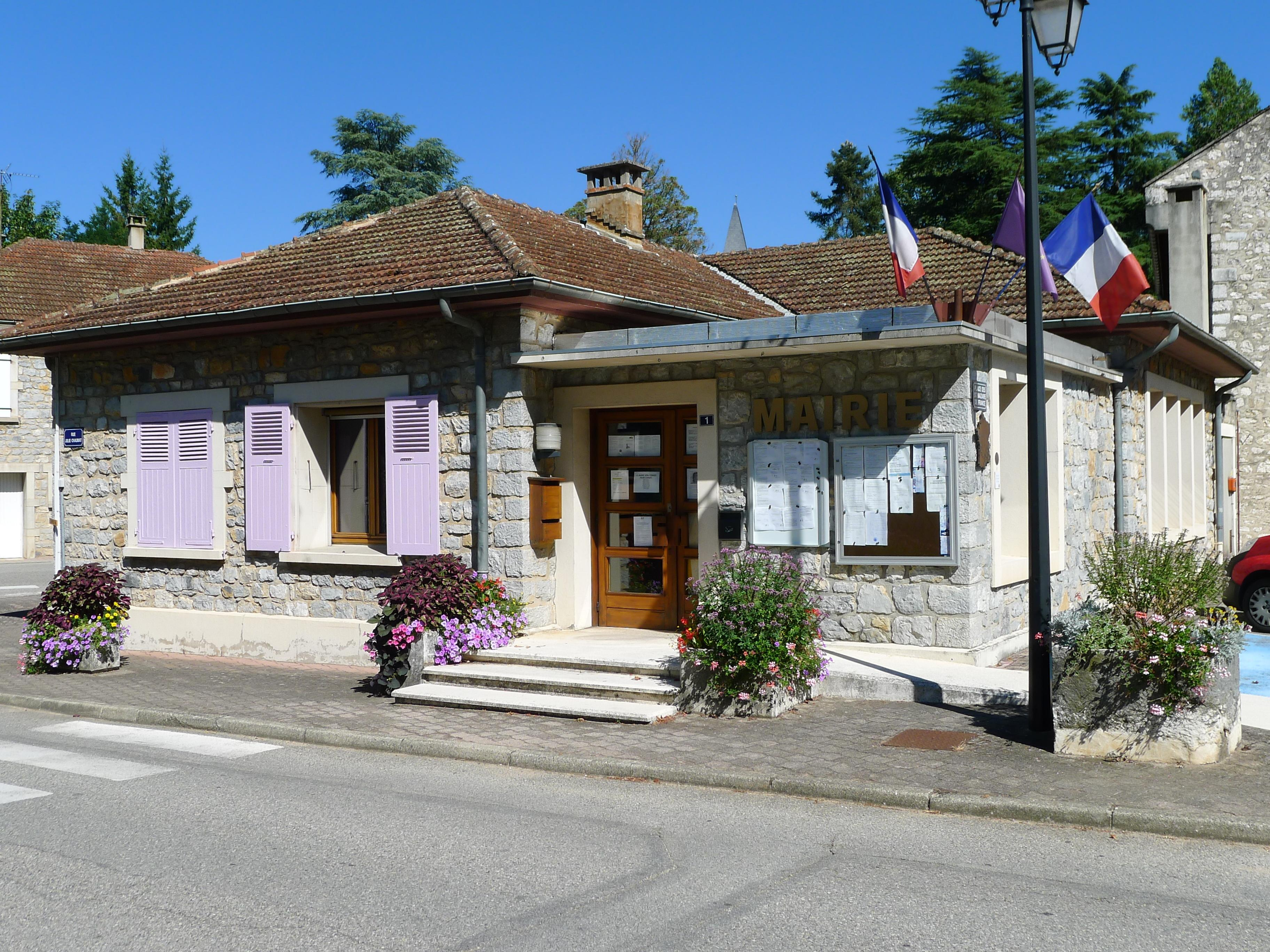
Gemeentehuis
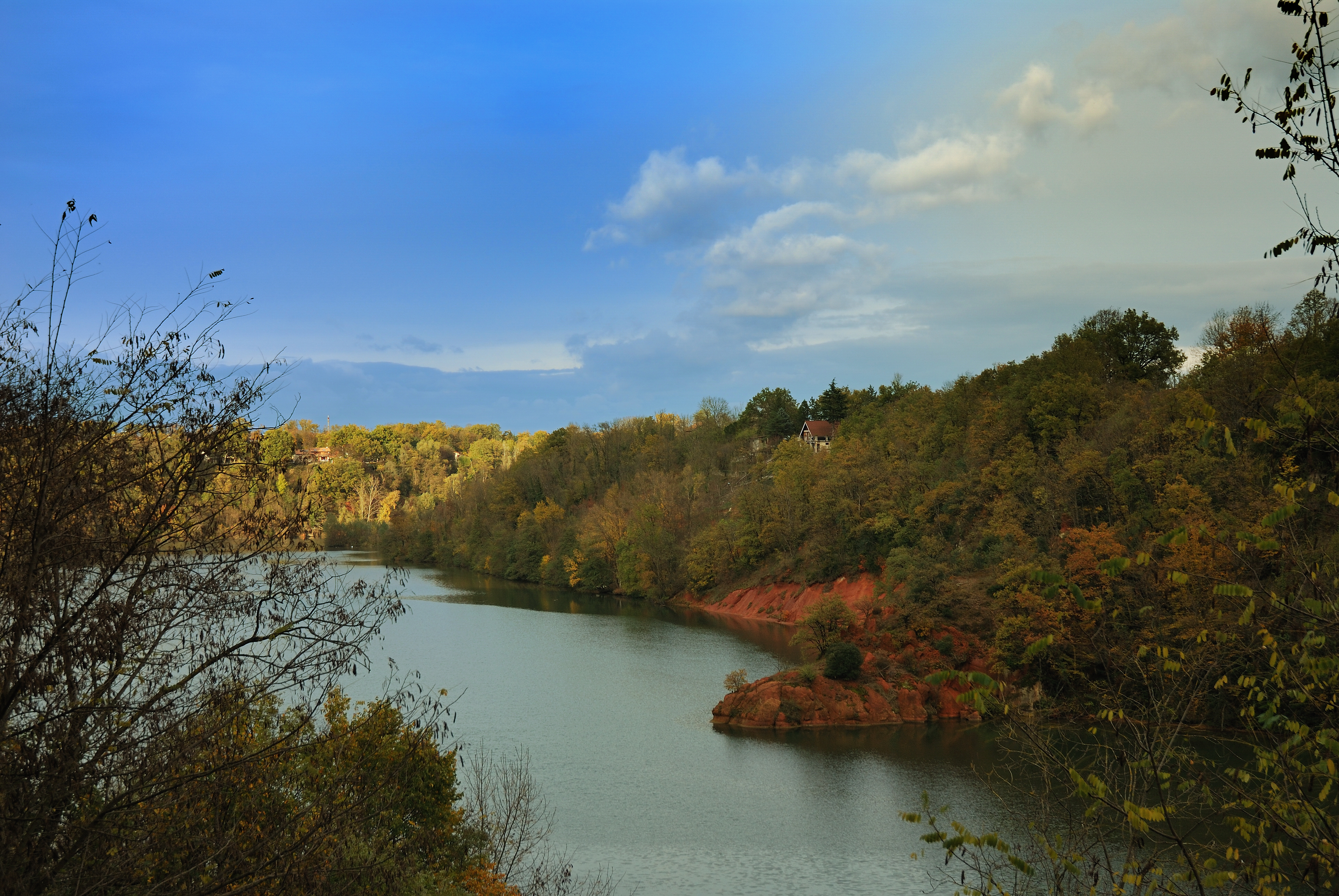
Rivier bij Saint-Nazaire-en-Royans
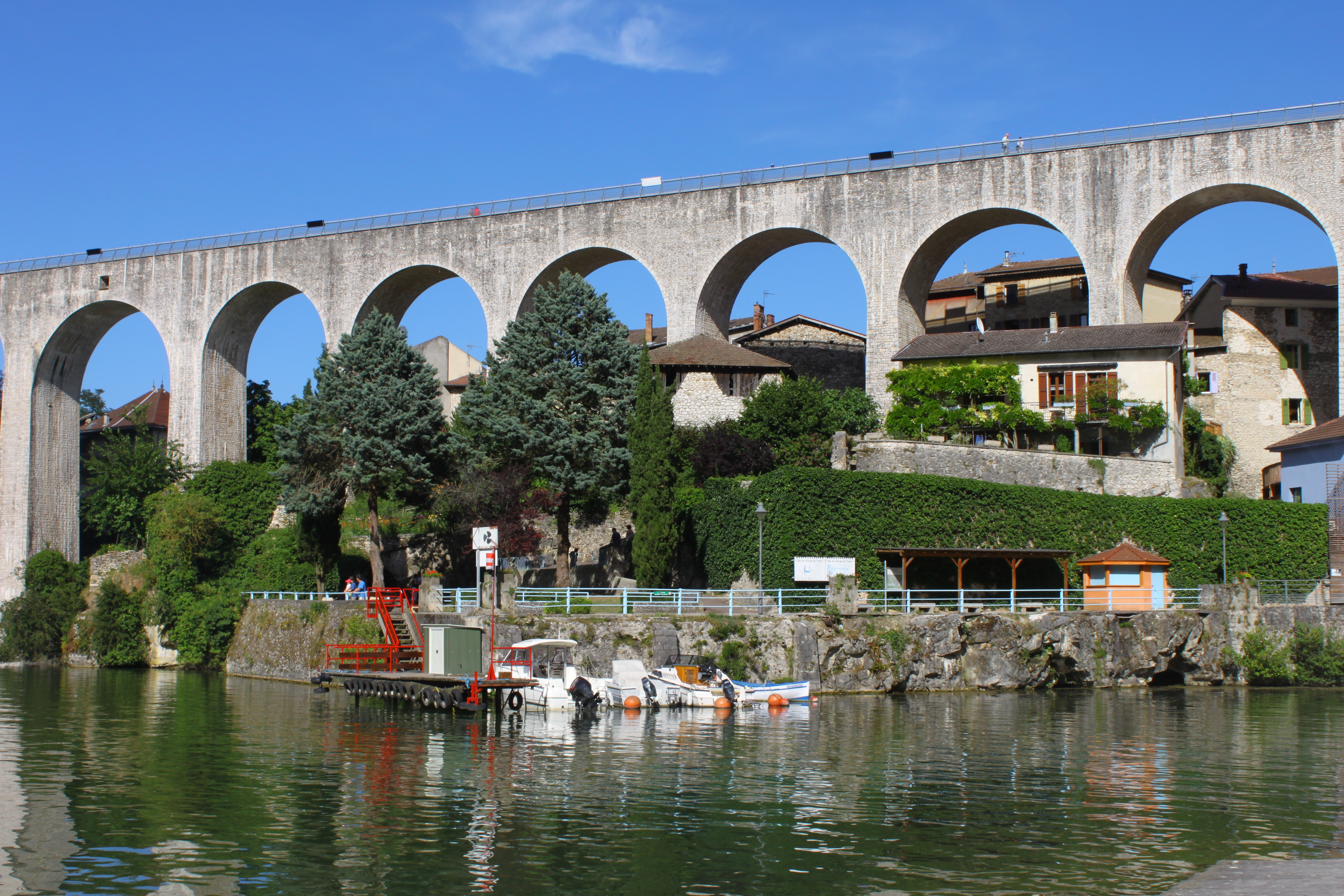
Saint-Nazaire-en-Royans

## Geografie
De oppervlakte van Saint-Nazaire-en-Royans bedraagt 3,5 km², de bevolkingsdichtheid is 142,3 inwoners per km².

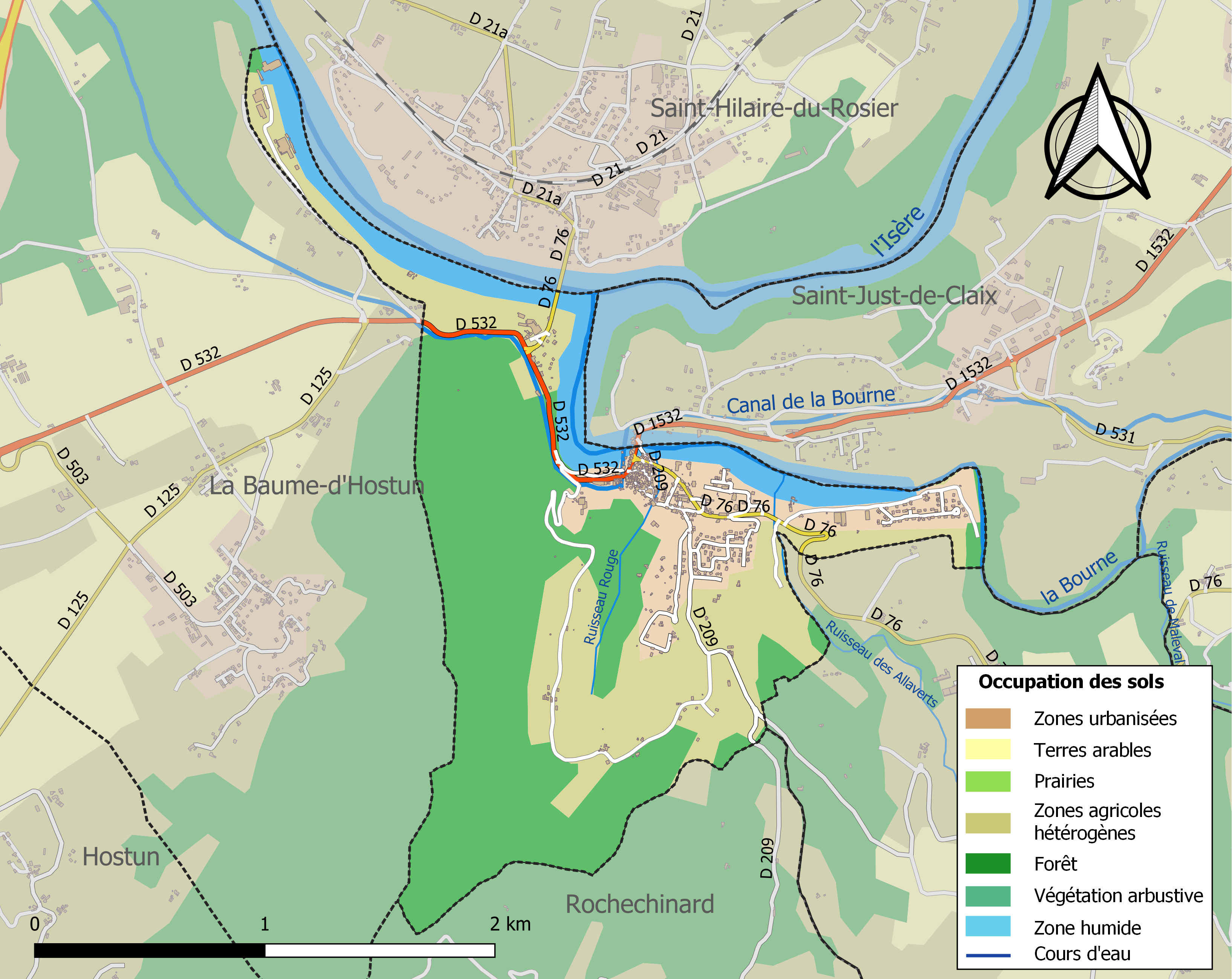
Kaart van de gemeente met belangrijkste infrastructuur, bodemgebruik en omliggende gemeenten

## Demografie
Onderstaande figuur toont het verloop van het inwonertal (bron: INSEE-tellingen).